# Aldea de San Miguel
Aldea de San Miguel ist ein Ort und eine spanische Gemeinde mit 218 Einwohnern (Stand: 2024) in der Provinz Valladolid der Region Kastilien-León.

## Lage
Der Ort Aldea de San Miguel liegt in der Iberischen Meseta knapp 28 km (Fahrtstrecke) südöstlich von Valladolid bzw. gut 85 km nördlich von Ávila in einer Höhe von ca. 740 m ü. d. M. Das Klima im Winter ist kalt aber nur selten frostig, im Sommer dagegen warm bis heiß; der spärliche Regen (ca. 400 mm/Jahr) fällt verteilt übers ganze Jahr.

## Bevölkerungsentwicklung
| Jahr      | 1857 | 1900 | 1950 | 2000 | 2014 |
| Einwohner | -    | 464  | 435  | 227  | 234  |

Der kontinuierliche Bevölkerungsrückgang in der zweiten Hälfte des 20. Jahrhunderts ist im Wesentlichen auf die Mechanisierung der Landwirtschaft und den damit einhergehenden Verlust von Arbeitsplätzen zurückzuführen.

## Wirtschaft
Die Einwohner lebten jahrhundertelang hauptsächlich als Selbstversorger von der Landwirtschaft, zu der auch ein wenig Viehzucht (Schafe, Ziegen, Hühner) und in geringem Umfang auch der Weinbau gehörte. Erwirtschaftete Überschüsse konnten auf den Märkten von Valladolid verkauft werden.

## Geschichte
Bereits im 10. Jahrhundert eroberten vereinigte leonesisch-kastilische Heere unter der Führung des kastilischen Grafen Fernán González die entvölkerten Flächen südlich des Duero, doch machte der maurische Heerführer Almansor Ende des 10. Jahrhunderts die Erfolge wieder zunichte. Nach der endgültigen Rückeroberung (reconquista) durch Alfons VI. im ausgehenden 11. Jahrhundert wurde das weitgehend menschenleere Gebiet neu besiedelt; der Ort Aldea de San Miguel gehörte zum Königreich León. Nach vorangegangenen Versuchen vereinigte sich León im Jahr 1230 endgültig mit dem Königreich Kastilien. Seine Blütezeit erlebte der Ort im ausgehenden Mittelalter und in der frühen Neuzeit.

## Sehenswürdigkeiten

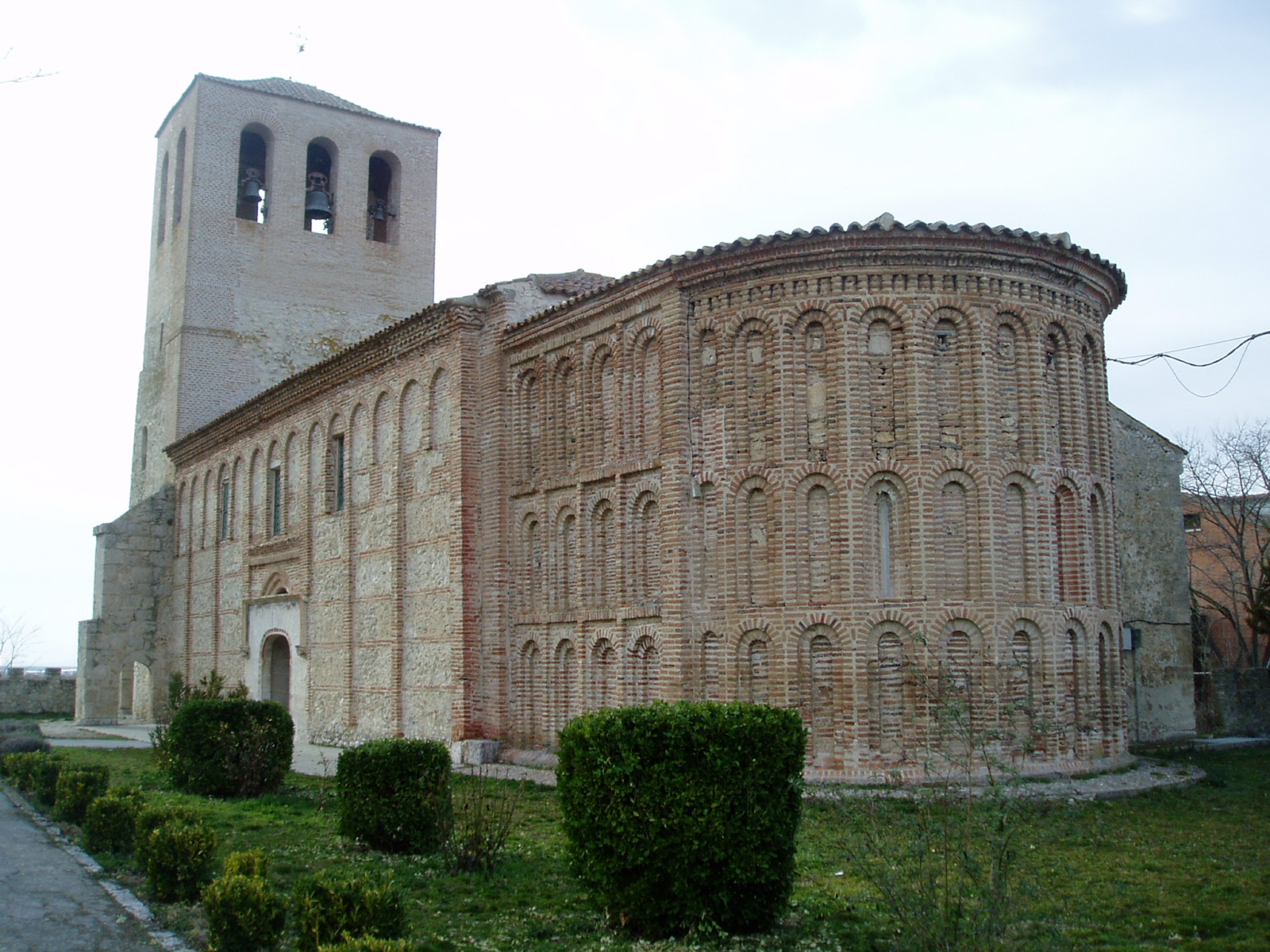
Iglesia de Santiago Apóstol

- Die Iglesia de San Miguel entstand im 13. oder 14. Jahrhundert; aus dieser Zeit stammt noch die zur Gänze aus dreigeschossig übereinander angeordneten Ziegelstein-Blendarkaden bestehende Apsis im Mudéjarstil. Das Langhaus mit seiner Feldfüllungen aus Bruchstein ist wahrscheinlich gleichzeitig oder wenige Jahrzehnte später anzusetzen. Der in seinem oberen Teil weitgehend ungegliederte Glockenturm stammt in seiner heutigen Form wohl aus dem 18. oder 19. Jahrhundert. Das Kirchenschiff ist von einem Gewölbe aus dem 18. Jahrhundert überspannt, das eine ältere hölzerne Konstruktion ersetzt hat. Die Innenwände der Apsis waren ursprünglich wahrscheinlich mit Fresken bemalt, die jedoch später durch den im 16. Jahrhundert entstandenen Hochaltar verdeckt wurden.[6]
- Auf einem abgestuften Rundsockel auf dem Platz vor dem Eingangsportal der Kirche steht ein steinernes Kreuz aus dem 17. oder 18. Jahrhundert. Eine Seite des Kreuzes zeigt Christus; die Rückseite präsentiert ungewöhnlicherweise Maria mit dem Jesuskind.
- Ein ehemaliges Hospital mit Außenwänden aus Ziegel- und Bruchsteinen ist in einem schlechten Bauzustand.
- Die schlichte Kirche der Ermita de la Virgen de los Remedios befindet sich etwas südlich des Ortes.[7]